# 羅伯特·巴比里
羅伯特·巴比里（義大利語：Robert Barbieri；1984年6月5日—）是一位意大利橄欖球運動員。他是意大利國家橄欖球隊的一員，代表意大利參加了2015年橄欖球六國賽。